# 교황 (타로)

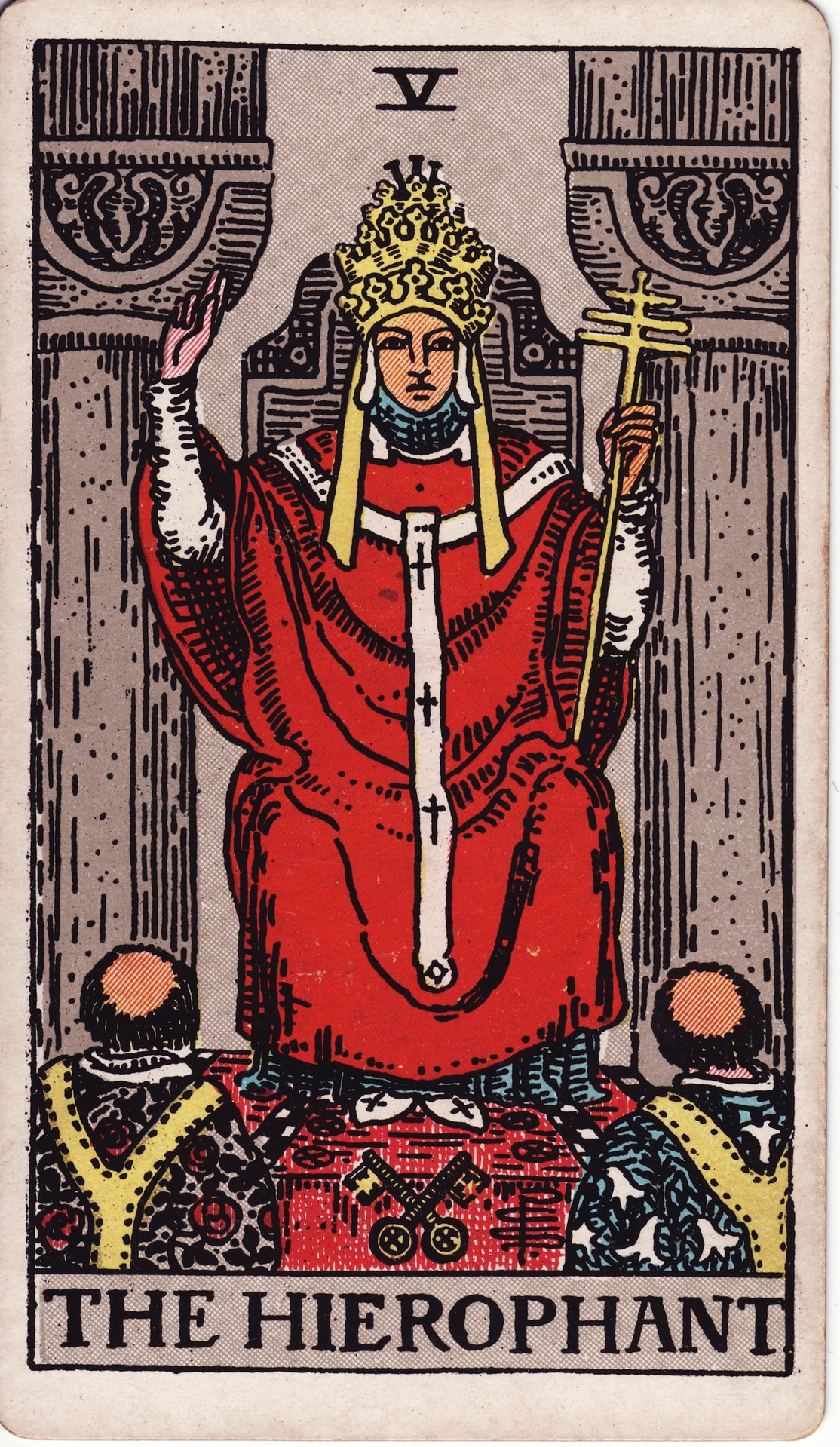
웨이트판 타로의 교황

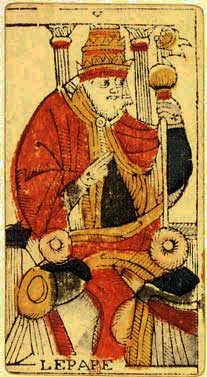
마르세유판 타로의 교황

교황(教皇, 프랑스어: Le Pape)은 타로의 메이저 아르카나에 속하는 카드의 1매. 카드 번호는 '5'. 법왕(法王)·사제장(司祭長)으로 불리기도 한다.

## 카드의 의미
정위치의 의미
자비, 연대·협조성, 신뢰, 존경, 상냥함, 배려, 자신, 법령·규율의 준수.
역위치의 의미
수구성(앙시앵 레짐), 속박, 주저, 불신감, 독선, 도피, 허영, 나태, 공연한 참견.
아서 에드워드 웨이트의 타로 도해의 해설에서는 '신조·사회성·은혜와 유덕'을 의미한다고 여겨진다.

## 카바라와의 관계
히브리 문자는 바브(ו), 다만 복수의 이설이 있다. '황금의 새벽단'의 설에서는 코크마와 케세드의 세피라를 결합하는 경에 관련지었다.

## 점성술과의 대응
이하와 같은 제설이 있다.
- 별자리：백양궁설, 금우궁설[1], 사자궁설, 인마궁설
- 행성：수성설, 목성설

## 우화의 해석
그 이름이 나타내는 대로 교황과 쌍둥이 성직자가 모티프로 여겨져 교황이 사람들을 축복해, 죄를 용서하는 장면은 자비의 상징으로 여겨진다. 중심의 '교황', 하부의 두 명의 인물, 상부의 2개의 기둥이, 트럼프나 주사위 등에서 나타내지는  '5'의 형태를 취해, '교황'이 '5'의 지배자로서 확고 부동한 입장에 있는 것을 나타내고 있다.
'교황'은 '황제'와 다르게 종교적인 율법을 맡는다. 사회적 도덕은 아니고 종교적 성성에 근거해 중재를 내린다. 또 '교황'과'여교황'은 모두 교황이지만, '교황'은 서적을 가지고 있지 않다. 이것은 서적에 의한 법문의 확인을 필요로 하지 않는──즉 '교황'자신이 법인 것을 나타낸다. 왼손으로 내거는 지팡이의 첨단에는, '영'을 상징하는 십자가가 3개나 장착되어 있다. 이 지팡이는, 특히 마르세유판엔 장갑과 아울러 '초월적인 힘을 소유하는 것이 개별적인 인간의 손은 아닌 것을 나타내 보인다'라고 해석하고 있다. 또 '교황'의 머리에는 '여교황'과 같은 3층의 관을 확인할 수 있다. 이러한 '3'은 영적 요소의 강조(상징 학문적인 중복 표현)를 나타내, '교황'의 힘이(기독교의 삼위일체 등) 인간의 정신·육체·영혼에 이르고 있는 것을 나타내고 있다.
또, 마르세유판, 웨이트판 모두 '교황'과 하부의 두 명의 인물을 비교하면, 분명하게 크기의 비율이 부자연스러운 것을 알 수 있는데,  이것은 신적인 것과 관계를 가지려고 하는 인간의 노력이, 외재적으로 형태를 띤 것, 즉 '교황'을 투영적 이미지의 상징으로 하는 해석을 하고 있기 때문이다(가장 전근대의 도상학 (그림모양 표현의 기호적으로 정해진 약속의 체계)에서는, 중요한 인물을 리얼한 비율을 무시해 거대하게 그리는 것은 극히 일반적인 것이었다). 두 명의 인물은 성직자를 나타내(마르세유판에서는 조금 알기 어렵지만, 웨이트판엔 두 사람 모두 하비에르와 같은 삭발 (톤슈어)을 하고 있다), 특히 웨이트판엔 보이는 듯이 판에 박은 듯 쏙 빼닮아 쌍둥이라고 해석된다. 쌍둥이는 상징적으로 이면성을 나타내, 인간의 종교적 부분, 또 인생의 모든 장면에 있어서의 이면성을 나타내고 있다.
또, 전체의 구도는 '악마'와 대비가 되어 있다. '악마'의 카드엔 '교황'이 악마가 되어, 아래의 두 명이 적극적으로 그려져 있다. 대해 마르세유판의 '교황'은 외면해, 아래의 두 명에 대해서 어딘가 서늘한 태도이다.
웨이트판과 마르세유판을 봐 비교할 수 있듯이, 22매의 메이저 아르카나 중에서 웨이트가 (연인 등과 같이) 크게 구도를 변경하지 않았던 것 중 1매이다. 주된 변경점은, 인물의 방향이나 오른손의 위치, 지팡이를 가진 왼손의 장갑의 유무, 기둥의 사이즈나 위치, 전체의 배색·레이아웃 등이다. 웨이트판에서는 '여교황'과 같은 구도로 2 개의 기둥이 그려지지만, '교황'의 기둥은 보다 대칭적으로 그려져 있다.